# MS Геркулеса
MS Геркулеса (лат. MS Herculis) — двойная затменная переменная звезда типа W Большой Медведицы (EW) в созвездии Геркулеса на расстоянии приблизительно 5284 световых лет (около 1620 парсек) от Солнца. Видимая звёздная величина звезды — от +13,3m до +12,9m. Орбитальный период — около 0,6053 суток (14,526 часа).
Открыта Куно Хофмейстером в 1949 году*.

## Характеристики
Первый компонент — жёлто-белая звезда спектрального класса F. Радиус — около 3,39 солнечного, светимость — около 16,702 солнечной. Эффективная температура — около 6337 K.
Второй компонент — жёлто-белая звезда спектрального класса F.